# Klasika Primavera 2017
La 63.ª edición de la Klasika Primavera fue una carrera ciclista que se disputó el domingo 8 de abril de 2017 sobre un trazado de 171,5 kilómetros con inicio y final en Amorebieta.
La prueba perteneció al UCI Europe Tour 2017 de los Circuitos Continentales UCI, dentro de la categoría 1.1.
La carrera fue ganada por el corredor español Gorka Izagirre del equipo Movistar Team, en segundo lugar Wilmar Paredes (Manzana Postobón Team) y en tercer lugar Rui Vinhas (W52-FC Porto).

## Equipos participantes
| WorldTeam- Movistar Team Equipos continentales profesionales (2)- Caja Rural-Seguros RGA - Manzana Postobón Equipos continentales (9)- Burgos-BH - Dare Viator Partizan - Bolivia - Euskadi Basque Country-Murias - Inteja-Dominican - Massi-Kuwait Cycling Project - Sporting-Tavira - Team Ukyo - W52-FC Porto |
| |

## Clasificaciones finales
- Las clasificaciones finalizaron de la siguiente forma:[3]

| \| Clasificación general \| Clasificación general \| Clasificación general \| Clasificación general \| Clasificación general \| \| Ciclista \| Ciclista \| Equipo \| Tiempo \| \| \| --------------------- \| --------------------- \| ----------------------------- \| --------------------- \| --------------------- \| \| 1.º \| Gorka Izagirre \| Movistar Team \| 4 h 01 min 43 s \| \| \| 2.º \| Wilmar Paredes \| Manzana Postobón \| + 6 s \| \| \| 3.º \| Rui Vinhas \| W52-FC Porto \| + 6 s \| \| \| 4.º \| Salvador Guardiola \| Team Ukyo \| + 6 s \| \| \| 5.º \| Óscar Pujol \| Team Ukyo \| + 6 s \| \| \| 6.º \| Nick Schultz \| Caja Rural-Seguros RGA \| + 6 s \| \| \| 7.º \| Ibai Salas \| Burgos-BH \| + 6 s \| \| \| 8.º \| Garikoitz Bravo \| Euskadi Basque Country-Murias \| + 6 s \| \| \| 9.º \| Eduard Prades \| Caja Rural-Seguros RGA \| + 21 s \| \| \| 10.º \| Jesús Herrada \| Movistar Team \| + 21 s \| \| |                    |                               |                 |
| |                    |                               |                 |
| Fuente: ProCyclingStats |                    |                               |                 |
| Clasificación general |                    |                               |                 |
| Ciclista | Ciclista           | Equipo                        | Tiempo          |
| 1.º | Gorka Izagirre     | Movistar Team                 | 4 h 01 min 43 s |
| 2.º | Wilmar Paredes     | Manzana Postobón              | + 6 s           |
| 3.º | Rui Vinhas         | W52-FC Porto                  | + 6 s           |
| 4.º | Salvador Guardiola | Team Ukyo                     | + 6 s           |
| 5.º | Óscar Pujol        | Team Ukyo                     | + 6 s           |
| 6.º | Nick Schultz       | Caja Rural-Seguros RGA        | + 6 s           |
| 7.º | Ibai Salas         | Burgos-BH                     | + 6 s           |
| 8.º | Garikoitz Bravo    | Euskadi Basque Country-Murias | + 6 s           |
| 9.º | Eduard Prades      | Caja Rural-Seguros RGA        | + 21 s          |
| 10.º | Jesús Herrada      | Movistar Team                 | + 21 s          |

## UCI World Ranking
La Klasika Primavera otorga puntos para el UCI Europe Tour 2017 y el UCI World Ranking, este último para corredores de los equipos en las categorías UCI ProTeam, Profesional Continental y Equipos Continentales. Las siguientes tablas son el baremo de puntuación y los corredores que obtuvieron puntos:
| Posición              | 1.ª | 2.ª | 3.ª | 4.ª | 5.ª | 6.ª | 7.ª | 8.ª | 9.ª | 10.ª |
| Clasificación general | 125 | 85  | 70  | 60  | 50  | 40  | 35  | 30  | 25  | 20   |

| 1.º  | Gorka Izagirre     | Movistar Team                 | 125 |
| 2.º  | Wilmar Paredes     | Manzana Postobón              | 85  |
| 3.º  | Rui Vinhas         | W52-FC Porto                  | 70  |
| 4.º  | Salvador Guardiola | Ukyo                          | 60  |
| 5.º  | Óscar Pujol        | Ukyo                          | 50  |
| 6.º  | Nick Schultz       | Caja Rural-Seguros RGA        | 40  |
| 7.º  | Ibai Salas         | Burgos-BH                     | 35  |
| 8.º  | Garikoitz Bravo    | Euskadi Basque Country-Murias | 30  |
| 9.º  | Eduard Prades      | Caja Rural-Seguros RGA        | 25  |
| 10.º | Jesús Herrada      | Movistar Team                 | 20  |